# Kubo Emiko
Kubo Emiko (久保 恵美子) là một cựu cầu thủ bóng đá nữ người Nhật Bản.

## Đội tuyển bóng đá nữ quốc gia Nhật Bản
Kubo Emiko thi đấu cho đội tuyển bóng đá nữ quốc gia Nhật Bản từ năm 1981 đến 1984.

## Thống kê sự nghiệp
| Nhật Bản  | Nhật Bản | Nhật Bản |
| Năm       | Trận     | Bàn      |
| --------- | -------- | -------- |
| 1981      | 1        | 0        |
| 1982      | 0        | 0        |
| 1983      | 0        | 0        |
| 1984      | 3        | 0        |
| Tổng cộng | 4        | 0        |